# Yamane Towa
Yamane Towa (山根 永遠 (Sơn Căn Vĩnh Viễn) Yamane Towa, sinh ngày 5 tháng 2 năm 1999) là một cầu thủ bóng đá người Nhật Bản. Anh thi đấu cho Cerezo Osaka. Bố của anh is Iwao Yamane.

## Sự nghiệp
Yamane Towa gia nhập câu lạc bộ tại J1 League Cerezo Osaka năm 2017.